# Gouvernement Lanzuela
 Aragon
Marco Iglesias I
Le gouvernement Lanzuela est le gouvernement de l'Aragon entre le 12 juillet 1995 et le 5 août 1999, durant la IVe législature des Cortes d'Aragon. Il est présidé par Santiago Lanzuela.

## Composition
| Fonction                                                                        | Titulaire | Titulaire                                      | Parti |
| ------------------------------------------------------------------------------- | --------- | ---------------------------------------------- | ----- |
| Président de la Députation générale                                             |           | Santiago Lanzuela Marina                       | PP    |
| Conseiller à la Présidence et aux Relations institutionnelles                   |           | Manuel Giménez Abad                            | PP    |
| Conseiller à l'Économie, aux Finances et à l'Équipement                         |           | Rafael Zapatero González (jusqu'au 9 mai 1997) | PP    |
| Conseiller à l'Économie, aux Finances et à l'Équipement                         |           | José María Rodríguez Jordá                     | Sans  |
| Conseiller à l'Aménagement du territoire, aux Travaux publics et aux Transports |           | José Vicente Lacasa Azlor                      | PP    |
| Conseiller à l'Agriculture et à l'Environnement                                 |           | José Manuel Lasa Dolhagaray                    | PAR   |
| Conseiller à la Santé, au Bien-être social et au Travail                        |           | Fernando Labena Gallizo                        | PAR   |
| Conseiller à l'Éducation et à la Culture                                        |           | Vicente Bielza de Ory                          | Sans  |